# 여천군 (1950년 선거구)
여천군은 대한민국의 옛 국회의원 선거구이다. 당시 전라남도 여천군 지역을 관할했다.

## 역사
1949년 8월, 여수군 여수읍이 여수시로 승격되었다. 이와 함께 여수군 잔여 지역이 여천군으로 개칭되었다. 이에 제2대 국회의원 선거를 앞두고 여천군 전 지역을 관할하는 선거구로 신설되었다.
제6대 국회의원 선거를 앞두고 여수시 선거구와 통합되어 여수시·여천군 선거구를 이루게 됨에 따라 폐지되었다.

## 역대 국회의원
| 선거   | 정당 | 정당       | 의원   |
| ------ | ---- | ---------- | ------ |
| 1950년 |      | 대한국민당 | 황병규 |
| 1954년 |      | 무소속     | 김철주 |
| 1958년 |      | 자유당     | 이은태 |
| 1960년 |      | 민주당     | 김우평 |

## 역대 선거 결과

### 대한민국 제2대 국회의원 선거
|  | 27.09% |

|  | 26.74% |

|  | 26.57% |

|  | 10.06% |

|  | 7.12% |

|  | 2.09% |

|  | 0.29% |

### 대한민국 제3대 국회의원 선거
|  | 33.78% |

|  | 24.41% |

|  | 17.44% |

|  | 9.07% |

|  | 7.36% |

|  | 4.37% |

|  | 3.53% |

### 대한민국 제4대 국회의원 선거
|  | 32.63% |

|  | 30.68% |

|  | 19.09% |

|  | 17.57% |

### 대한민국 제5대 국회의원 선거
|  | 66.22% |

|  | 21.03% |

|  | 12.73% |